# Кленовский сельсовет (Витебская область)
Кленовский сельсовет (бел. Кляноўскі сельсавет) — упразднённая в 2013 году административная единица в Дубровенском районе Витебской области Беларуси.

## Состав
Кленовский сельсовет включал 10 населённых пунктов:
- Быстриевка — деревня.
- Гладкие — деревня.
- Жерневка — деревня.
- Клёны — деревня.
- Кулаковщина — деревня.
- Ляховка — деревня.
- Печенки — деревня.
- Хаетчино — деревня.
- Цыбульские — деревня.
- Чирино — агрогородок.

## История
Сельсовет упразднён в 2013 году, населённые пункты включены в состав Зарубского сельсовета.